# Milán AC 1996/1997
Soupiska AC Milán v ročníku 1996/1997 uvádí přehled hráčů fotbalového mužstva pod tehdejším názvem Milán AC a statistické údaje o nich v sezóně 1996/1997.

## Soupiska a statistiky
| Post           | Jméno                    | Narozen      | Stát                 | Liga z/g | Pohár z/g | LM z/g | SI z/g | Celkem |
| -------------- | ------------------------ | ------------ | -------------------- | -------- | --------- | ------ | ------ | ------ |
| Brankaři       |                          |              |                      |          |           |        |        |        |
| Brankář        | Sebastiano Rossi         | 20. 7. 1964  | Itálie               | 26/35    | 3/1       | 6/11   | 1/2    | 36/49  |
| Brankář        | Angelo Pagotto           | 21. 11. 1973 | Itálie               | 09/10    | 2/1       | 0/0    | 0/0    | 11/11  |
| Obránci        |                          |              |                      |          |           |        |        |        |
| Obránce        | Alessandro Costacurta    | 24. 4. 1966  | Itálie               | 30/0     | 3/0       | 5/0    | 1/0    | 39/0   |
| Obránce        | Marcel Desailly          | 7. 9. 1968   | Francie · Ghana      | 29/1     | 3/0       | 5/0    | 1/0    | 38/1   |
| Obránce        | Paolo Maldini            | 26. 6. 1968  | Itálie               | 26/1     | 3/0       | 6/0    | 1/0    | 36/1   |
| Obránce        | Franco Baresi            | 8. 5. 1960   | Itálie               | 26/0     | 1/0       | 2/0    | 1/0    | 30/0   |
| Obránce        | Christian Panucci        | 12. 4. 1973  | Itálie               | 13/0     | 1/0       | 6/0    | -      | 20/0   |
| Obránce        | Pietro Vierchowod        | 6. 4. 1959   | Itálie               | 16/1     | 2/0       | 0/0    | 0/0    | 18/1   |
| Obránce        | Francesco Coco           | 8. 1. 1977   | Itálie               | 14/0     | 3/0       | 1/0    | 0/0    | 18/0   |
| Obránce        | Michael Reiziger         | 3. 5. 1973   | Nizozemsko · Surinam | 10/0     | 4/0       | 3/0    | 1/0    | 18/0   |
| Obránce        | Mauro Tassotti           | 19. 1. 1960  | Itálie               | 10/0     | 1/0       | 1/0    | 0/0    | 12/0   |
| Obránce        | Daniele Daino            | 8. 9. 1979   | Itálie               | 05/0     | 1/0       | 0/0    | 0/0    | 06/0   |
| Obránce        | Filippo Galli            | 19. 5. 1963  | Itálie               | 02/0     | 3/0       | 1/0    | 0/0    | 06/0   |
| Obránce        | Alberto Comazzi          | 16. 4. 1979  | Itálie               | 01/0     | 0/0       | 0/0    | 0/0    | 01/0   |
| Záložníci      |                          |              |                      |          |           |        |        |        |
| Záložník       | Demetrio Albertini       | 23. 8. 1971  | Itálie               | 29/8     | 2/0       | 5/1    | 1/0    | 37/9   |
| Záložník       | Zvonimir Boban           | 8. 10. 1968  | Chorvatsko           | 28/1     | 2/0       | 5/1    | 1/0    | 36/2   |
| Záložník       | Stefano Eranio           | 29. 12. 1966 | Itálie               | 21/2     | 4/0       | 4/0    | 1/0    | 30/2   |
| Záložník       | Edgar Davids             | 13. 3. 1973  | Nizozemsko · Surinam | 15/0     | 4/0       | 4/1    | 1/0    | 24/1   |
| Záložník       | Jesper Blomqvist         | 5. 2. 1974   | Švédsko              | 19/1     | 0/0       | 0/0    | 0/0    | 19/1   |
| Záložník       | Massimo Ambrosini        | 29. 5. 1977  | Itálie               | 11/0     | 3/0       | 4/0    | 0/0    | 18/0   |
| Záložník       | Tomas Locatelli          | 9. 6. 1976   | Itálie               | 05/0     | 3/1       | 3/1    | 0/0    | 11/2   |
| Záložník       | Francesco De Francesco   | 21. 9. 1977  | Itálie               | 0/0      | 1/0       | 0/0    | 0/0    | 01/0   |
| Záložník       | Vincenzo Maiolo          | 15. 9. 1978  | Itálie               | 0/0      | 1/0       | 0/0    | 0/0    | 01/0   |
| Útočníci       |                          |              |                      |          |           |        |        |        |
| Útočník        | George Weah              | 1. 10. 1966  | Libérie              | 28/13    | 2/0       | 5/3    | 1/0    | 36/16  |
| Útočník        | Marco Simone             | 7. 1. 1969   | Itálie               | 23/4     | 3/2       | 6/4    | 1/0    | 33/10  |
| Útočník        | Roberto Baggio           | 18. 2. 1967  | Itálie               | 23/5     | 5/3       | 5/1    | 0/0    | 33/9   |
| Útočník        | Christophe Dugarry       | 24. 3. 1972  | Francie              | 21/5     | 2/0       | 3/1    | 0/0    | 26/6   |
| Útočník        | Dejan Savićević          | 15. 9. 1966  | Černá Hora           | 17/1     | 2/0       | 2/0    | 1/1    | 22/2   |
| Útočník        | Luca Saudati             | 18. 1. 1978  | Itálie               | 01/0     | 2/0       | 0/0    | 0/0    | 03/0   |
| Útočník        | Matteo Pelatti           | 17. 3. 1978  | Itálie               | 02/0     | 0/0       | 0/0    | 0/0    | 02/0   |
| Realizační tým |                          |              |                      |          |           |        |        |        |
| Trenér         | Oscar Washington Tabarez | 3. 3. 1947   | Uruguay              | 11/0     | 5/0       | 5/0    | 1/0    | 22/0   |
| As. trenéra    | Giorgio Morini           | 11. 10. 1947 | Itálie               | 11/0     | 5/0       | 5/0    | 1/0    | 22/0   |
| Trenér         | Arrigo Sacchi            | 1. 4. 1946   | Itálie               | 23/0     | 0/0       | 1/0    | 0/0    | 24/0   |

- - poznámka : brankaři mají góly obdržené!!!

Během sezóny odešli
Tomas Locatelli - Udinese Calcio
Filippo Galli - AC Reggiana
Během sezóny přišli
Pietro Vierchowod - Perugia Calcio